# Controfirma ministeriale
La controfirma ministeriale è un istituto della Repubblica Italiana che, negli atti presidenziali, determina l'attribuzione della responsabilità giuridica al ministro; è contenuto nell'articolo 89 della Costituzione:
"Nessun atto del Presidente della Repubblica è valido se non è controfirmato dai ministri proponenti, che ne assumono la responsabilità.
Gli atti che hanno valore legislativo e gli altri indicati dalla legge sono controfirmati anche dal Presidente del Consiglio dei Ministri."

## Ratiodella norma
Il Presidente della Repubblica non detiene nessuno dei poteri fondamentali dello Stato, ma, in qualità di garante della costituzione, esercita funzioni che lo mettono, di volta in volta, in relazione col potere legislativo, con l'esecutivo e con quello giudiziario.
Per tutti gli atti firmati dal Presidente è necessaria la controfirma ministeriale. Infatti il Capo dello Stato non è responsabile politicamente (art. 90 Cost), cioè non può essere spinto a dimettersi a causa del suo operato politico. La responsabilità ricade sul Governo o sul ministro che ha controfirmato l'atto.

## Nozioni storiche
L'istituto della controfirma trova le sue origini nella monarchia, a tutela dell'inviolabilità del monarca, che in questo modo non poteva essere oggetto di eventuali ripercussioni per atti derivanti dall'attività politica del suo Gabinetto.
Di tali ripercussioni si sarebbe quindi fatto carico il Ministro controfirmante, in base al principio che nessun esercizio di potere può essere sottratto da una corrispondente responsabilità.

## Peculiarità del modello italiano
L'esistenza (nella Costituzione italiana) di atti presidenziali non solo formalmente, ma anche sostanzialmente, ha fatto discutere circa il reale valore della controfirma ministeriale in tali casi.
Nella nomina dei senatori a vita o dei giudici costituzionali, ad esempio, la controfirma non significa che il Governo possa inibire l'assoluta libertà della scelta del Capo dello Stato, come dimostrano i precedenti: Ciampi serbò fermezza "nella nomina dei Giudici costituzionali di sua spettanza, mentre il Premier era di diverso avviso; onde il Capo dello Stato lo avvertì che - nel caso di mancata controfirma delle designazioni da lui sottoscritte - avrebbe sollevato un conflitto di competenza innanzi alla Corte costituzionale".
Anche nell'esercizio del potere di grazia, la controfirma del ministro della giustizia è stata oggetto di un'apposita sentenza della Corte costituzionale, che ha dimostrato che il membro dell'esecutivo non può sottrarsi dall'inviare al Capo dello Stato la proposta da lui sollecitata, foss'anche corredata da un parere negativo.
Tuttavia, per atti a contenuto più duumvirale vi sono precedenti di una negoziazione informale tra Governo e Quirinale in sede di controfirma: quando Francesco Cossiga il 26 giugno 1991 ottenne la controfirma del guardasigilli Claudio Martelli al suo messaggio alle Camere sulla revisione della Costituzione, su richiesta dell'Esecutivo dal testo sarebbero state previamente espunte undici righe recanti la proposta un governo di unità nazionale, inclusivo del PDS, per l’avvio delle riforme istituzionali.